# Ивановское (Ставропольский край)
Ива́новское — село в Кочубеевском районе (муниципальном округе) Ставропольского края России.

## География
Ивановское расположено в западной части Кочубеевского района на левом берегу реки Большой Зеленчук на расстоянии 65 км от краевого центра г. Ставрополя, в 10 км от районного центра с. Кочубеевского. Территория села составляет 808,7 га и ограничена с северо-запада производственными территориями, с юго-востока и востока — руслом реки Большой Зеленчук, с северо-востока — территориями дачных участков.
Село протянулось широкой полосой вдоль поймы р. Большой Зеленчук с юго-запада на северо-восток на 5 км. Застроенные территории имеют линейную планировочную структуру со сложившимся функциональным использованием земель и высокой плотностью застройки. Существующая жилая застройка села Ивановского представлена, в основном, одноэтажными усадебными жилыми домами с различными по площади земельными участками.

## История
После реформы 1861 года царское правительство объявило по всей России о заселении вольных, пустующих земель на Северном Кавказе.
В 1862 году на берегу реки Большой Зеленчук было основано село Ивановское (по другим данным в 1865 году). Село начинало заселяться выходцами Курской губернии, крепостными князя Трубецкого. На новом месте не было ровным счётом ничего, но вскоре вдоль реки появились землянки, саманные хаты, крытые камышом. Село названо Ивановским по просьбе первожителей в честь дня «Иоанна Златоуста».
До 16 марта 2020 года село было административным центром упразднённого Ивановского сельсовета.

## Население
| 1979 | 1989  | 2002  | 2010  | 2014  | 2021  |
| ---- | ----- | ----- | ----- | ----- | ----- |
| 5436 | ↗5795 | ↗6879 | ↗7518 | ↘7500 | ↗8354 |

Гендерный состав
По итогам переписи населения 2010 года проживали 3569 мужчин (47,47 %) и 3949 женщин (52,53 %).
Национальный состав
По данным переписи 2002 года в национальной структуре населения преобладают русские (86 %).
По итогам переписи населения 2010 года проживали следующие национальности (национальности менее 1 %, см. в сноске к строке "Другие"):
| Национальность | Численность | Процент |
| -------------- | ----------- | ------- |
| Русские        | 6514        | 86,65   |
| Цыгане         | 337         | 4,48    |
| Армяне         | 194         | 2,58    |
| Украинцы       | 181         | 2,41    |
| Другие         | 292         | 3,88    |
| Итого          | 7518        | 100,00  |

## Инфраструктура
- Участковая больница. В 2006 году была признана лучшей участковой больницей Ставропольского края[источник не указан 1773 дня].
- Торговое и бытовое обслуживание населения осуществляют десятки торговых предприятий, салон красоты, пекарня, несколько мастерских по ремонту автомобилей, швейный цех, рынок.
- Имеется централизованное водоснабжение от водозаборных сооружений реки Большой Зеленчук, а также от Казьминского группового водопровода. Протяжённость инженерных сетей водопровода составляет 47,1 км. Горячее водоснабжение жилых домов осуществляется от газовых или электрических водонагревателей.
- Централизованной системы канализации нет. Административные, производственные, культурно-бытовые и общественные здания оборудованы внутренним водопроводом и канализацией.
- Газифицировано «Ставропольрегионгазом» от Новодеревенской ГРС. Протяжённость газовых сетей составляет: 56,7 км.
- Электроснабжение села осуществляется от энергосистемы края. Источником является ТП «Воронежская».
- Телефонизация села осуществляется от АТСК села Кочубеевское.
- С 2016 года у жителей появился доступ к широкополосному интернету, со скоростью до 100 Мб/с.
- Для занятий спортом, оборудованы несколько спортзалов, есть стадион.
- Колхоз-племзавод имени Чапаева. Образован 1 мая 1930 года[13]

## Образование
- Детский сад № 8 «Солнышко»[14]
- Детский сад № 25 «Колокольчик»
- Средняя общеобразовательная школа № 15. Открыта 4 июля 1870 года[13]
- Детская музыкальная школа

## Средства массовой информации
Телевидение
- Первый мультиплекс цифрового эфирного телевидения РТРС-1 (57 ТВК/762 МГц)
- Второй мультиплекс цифрового эфирного телевидения РТРС-2 (32 ТВК/562 МГц)

Радиостанции
- 101,8 FM — Русское радио (Ставрополь)
- 94,6 FM — Новое радио (Невинномысск)
- 95,4 FM — Дорожное радио (Невинномысск)
- 95,9 FM — Радио Шансон (Невинномысск)
- 100,2 FM — Love Radio (Невинномысск)
- 102,2 FM — Визави FM (Невинномысск)
- 103,9 FM — Ретро FM (Невинномысск)
- 57 ТВК — Радио России (цифра)
- 57 ТВК — Радио Маяк (цифра)
- 57 ТВК — Вести FM (цифра)

## Интернет-провайдеры
- «Ростелеком» (ADSL)
- «Телетекст» (GPON)
- «МегаФон» (2G,3G,4G)
- «Билайн» (2G,3G,4G)
- «МТС» (2G,3G,4G)

## Люди, связанные с селом
- Шикунов Михаил Иванович (1935-2003) — долгие года председатель местного колхоза-племзавода имени Чапаева, Герой Социалистического Труда

## Достопримечательности
В центре села, недалеко от школы, находится зооуголок (мини-зоопарк). В нём представлены различные представители животного мира. Такие как страус,  птицы, лисицы,  павлины, лебеди и др.

### Памятники
- Братская могила 12 воинов, погибших в годы гражданской войны за власть советов. 1918—1920, 1950 года[15]
- Вечный огонь в память о павших в Великой Отечественной войне
- Памятник В. И. Чапаеву

### Археологические объекты
К северо-северо-западу от северной окраины села расположен курганный могильник Ивановский 5, состоящий из восьми насыпей. В одном из курганов было обнаружено восемь погребальных комплексов эпохи средней бронзы, содержавших останки умерших и погребальный инвентарь (глиняные сосуды, жаровни, курильницу, бронзовые и гагатовые бусы).

## Кладбища
На окраине села расположены два общественных кладбища площадью 43 601 м² (закрытое) и 19 614 м² (открытое).